# Morpho calliphon
Morpho calliphon är en fjärilsart som beskrevs av Hans Fruhstorfer 1916. Morpho calliphon ingår i släktet Morpho och familjen praktfjärilar. Inga underarter finns listade i Catalogue of Life.